# KDNL-TV
KDNL-TV est une station de télévision américaine affilié au réseau ABC détenue par Sinclair Broadcast Group et située à Saint-Louis dans le Missouri.

## Télévision numérique terrestre
| Canal virtuel | Image | Ratio | Programmation                             |
| ------------- | ----- | ----- | ----------------------------------------- |
| 30.1          | 720p  | 16:9  | Programmation principale KDNL-TV / ABC HD |
| 30.2          | 480i  | 16:9  | TBD (en)                                  |
| 30.3          | 480i  | 16:9  | Charge! (en)                              |
| 30.4          | 480i  | 16:9  | Stadium (en)                              |